# エイキン郡 (サウスカロライナ州)
エイキン郡（英: Aiken County、[ˈeɪkən]）は、アメリカ合衆国サウスカロライナ州の西部に位置する郡である。人口は16万8808人（2020年）。郡庁所在地はエイキンであり、同郡で人口最大の都市である。
エイキン郡はジョージア州に跨るオーガスタ都市圏に属している。

## 歴史
エイキン郡と郡庁所在地のエイキン市は、サウスカロライナ鉄道会社の初代社長だったウィリアム・エイキン（1779年-1831年）に因んで名付けられた。1871年、バーンウェル郡、エッジフィールド郡、レキシントン郡、オレンジバーグ郡のそれぞれ一部を合わせてエイキン郡が設立された。
南北戦争後、エイキン郡は裕福な北部人の冬の家を構える場所として人気がでた。現在でも馬の調教師や騎手に人気がある。
1950年代、エイキン郡は近隣のアレンデール郡やバーンウェル郡と共に、核燃料と様々な核分裂性物質の貯蔵所に選ばれ、サバンナ川サイトと呼ばれた。冷戦の緊張の中で発展したが、現在は施設の一部を解体することが予定されている。

## 郡政府
エイキン郡は8人の委員による郡政委員会が統治している。委員は小選挙区から選ばれている。

## 地理
アメリカ合衆国国勢調査局に拠れば、郡域全面積は1,080平方マイル (2,800 km2)であり、このうち陸地1,073平方マイル (2,780 km2)、水域は8平方マイル (21 km2)で水域率は0.72%である。

### 主要高規格道路
| - 州間高速道路20号線 - 州間高速道路520号線 - アメリカ国道1号線 - アメリカ国道25号線 - アメリカ国道78号線 - アメリカ国道278号線 |

### 隣接する郡
- サルーダ郡 - 北
- レキシントン郡 - 北東
- オレンジバーグ郡 - 東
- バーンウェル郡 - 南
- バーク郡 (ジョージア州) - 南西
- エッジフィールド郡 - 西
- リッチモンド郡 (ジョージア州) - 西

## 人口動態
以下は2000年国勢調査による人口統計データである。
| 基礎データ - 人口: 142,552人 - 世帯数: 55,587 世帯 - 家族数: 39,411 家族 - 人口密度: 51人/km2（133人/mi2） - 住居数: 61,987軒 - 住居密度: 22軒/km2（58軒/mi2） 人種別人口構成 - 白人: 71.37% - アフリカン・アメリカン: 25.56% - ネイティブ・アメリカン: 0.40% - アジア人: 0.63% - 太平洋諸島系: 0.03% - 混血: 1.18% - ヒスパニック・ラテン系: 2.12% 先祖による構成 - アメリカ人：22.0% - イギリス系：9.7% - ドイツ系：8.4% - アイルランド系：7.9% 年齢別人口構成 - 18歳未満: 26.2% - 18-24歳: 8.8% - 25-44歳: 28.9% - 45-64歳: 23.3% - 65歳以上: 12.8% - 年齢の中央値: 36歳 - 性比（女性100人あたり男性の人口） - 総人口: 92.9 - 18歳以上: 89.2 | 世帯と家族（対世帯数） - 18歳未満の子供がいる: 33.1% - 結婚・同居している夫婦: 53.3% - 未婚・離婚・死別女性が世帯主: 13.8% - 非家族世帯: 29.1% - 単身世帯: 25.2% - 65歳以上の老人1人暮らし: 9.2% - 平均構成人数 - 世帯: 2.53人 - 家族: 3.03人 収入と家計 - 収入の中央値 - 世帯: 37,889米ドル - 家族: 45,769米ドル - 性別 - 男性: 36,743米ドル - 女性: 23,810米ドル - 人口1人あたり収入: 18,772米ドル - 貧困線以下 - 対人口: 13.8% - 対家族数: 10.6% - 18歳未満: 18.9% - 65歳以上: 12.5% |

## 都市と町

### 法人化自治体
- エイキン - 郡庁所在地
- バーネットタウン
- ジャクソン
- モネッタ
- ニューエレントン
- ノースオーガスタ
- ペリー
- サリー
- ウェイジナー
- ウィンザー

### 未編入の町
- バス
- ビーチアイランド
- ベルベディア
- クリアウォーター
- グロバービル
- グラニットビル
- ラングレー
- ボークルーズ
- ウォーレンビル

## 歴史的な場所

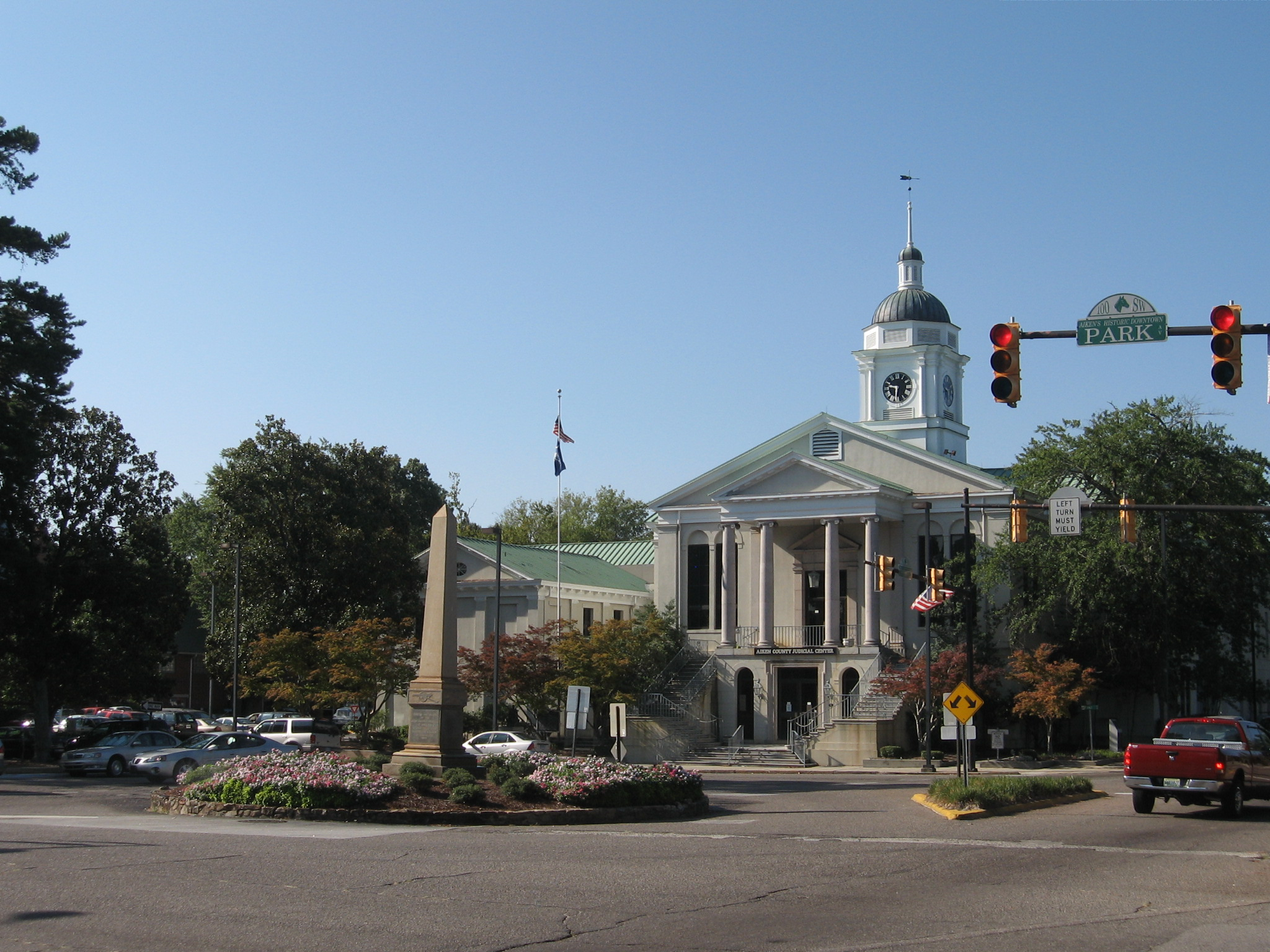
エイキン郡庁舎

- エイキン・テニスクラブ
- ハンバーグ
- ホワイトホール